# Louise-Marie (voilier)
Ne doit pas être confondu avec Louise-Marie (F931).
Pour les articles homonymes, voir Louise-Marie.
La Louise-Marie était une goélette à deux mats au service de la Marine Royale belge.

## Histoire
La goélette est construite au chantier P. Van Gheluwe en 1838 sous commande d'une société marchande qui finalement n'en veut plus, elle est achetée au chantier par la nouvelle Marine Royale en mars 1840. Elle est baptisée Louise-Marie en l'honneur de la premiere Reine des belges. 

## Voyages
La Louise-Marie a d'abord une mission de garde-pêche. Elle protège les bateaux de pêche portant le pavillon belge "du Doggerbank aux Îles Féroé". Elle accomplit ensuite des de nombreux voyages d'abord en mer du Nord avant de s'aventurer en outre-mer, surtout pour les projects coloniaux de Léopold Ier à Santo Tomás au Guatemala et en au Rio Nunez (aujourd'hui en Guinée), où son equipage participe à la prise de Debokké. 

## Commandants
| Date                   | Nom                       | Grade                                |
| ---------------------- | ------------------------- | ------------------------------------ |
| 30 juin 1840           | Eyckholt, F. J.           | Aspirant de 1ère classe              |
| 25 mars 1841           | Petit, P. L. N.           | Lieutenant de vaisseau               |
| 9 mars 1845            | Van Den Broecke, G. M. B. | Lieutenant de vaiseau                |
| 15 octobre 1845 à 1846 | Eyckholt, F. J.           | Lieutenant de vaisseau               |
| 1846 à 1850            | Petit, P. L. N.           | Lieutenant de vaisseau               |
| décembre 1850          | Petit, P. L. N.           | Capitaine lieutenant de vaisseau     |
| 23 novembre 1851       | Van Haverbeke             | Lieutenant de vaisseau               |
| 10 décembre 1852       | Petit, P. L. N.           | Capitaine lieutenant de vaisseau     |
| 1851 à 1856            | Van Haverbeke             | Capitaine lieutenant de vaisseau     |
| 28 septembre 1857      | Roose, E. G. M.           | Lieutenant de vaiseau de 1ère classe |